# George Hamilton (skådespelare)
George Hamilton, född 12 augusti 1939 i Memphis, Tennessee, är en amerikansk skådespelare.

## Karriär
Hamilton var äldste son till bandledaren George "Spike" Hamilton och dennes första fru, Ann Stevens. 
Han inledde sin skådespelarkarriär i början av 1950-talet och medverkade främst i TV-serier innan Metro-Goldwyn-Mayer lanserade honom i filmer som Tag vad du vill ha, Här var'e pojkar (båda 1960), Ung kärlek i Florens och Två veckor i en annan stad (båda 1962). 1960 fick han en Golden Globe som mest lovande nya manliga skådespelare. I filmen Your Cheatin' Heart (1964) spelade han Hank Williams och 1971 spelade han Evel Knievel i en film med samma namn.
1979 fick han succé med skräckkomedin Kärlek vid första bettet där han spelar Greve Dracula som flyttar till New York. Filmen ökade hans popularitet igen och följdes av komedin Zorro, the Gay Blade (1981). Han Golden Globe-nominerades för båda roller. Under 1980-talet gjorde han dock inte många fler filmer utan arbetade mest i TV-produktioner, bland annat TV-serien Dynastin. 1991 medverkade han (för andra gången, första gången var 1975), i ett avsnitt av Columbo. 1990 medverkade han som familjen Corleones advokat i Gudfadern III. Senare under 1990-talet medverkade han främst i mindre filmer och TV-produktioner, som Danielle Steel-filmatiseringen Försvunnen (1995). Bland hans biofilmer från decenniet märks komedier som Trubbelmakarna (1992) och 8 huvuden i en sportbag (1998).
2003 var han värd för reality-TV-serien The Family. 2006 medverkade han på Dancing with the Stars.
På sin 70-årsdag den 12 augusti 2009 fick han en stjärna på Hollywood Walk of Fame.

## Privatliv
1966 hade han ett förhållande med Lynda Bird Johnson, dotter till president Lyndon B. Johnson.
Mellan 1972 och 1975 var han gift med skådespelerskan Alana Hamilton, född Kaye Collins (senare känd som Alana Stewart efter att ha gift om sig med Rod Stewart). De fick en son, Ashley Hamilton, 1974. Under 1990-talet hade han och Alana en talkshow, George and Alana. George Hamilton har senare haft ett förhållande med Kimberly Blackford, med vilken han fick en son år 2000.